# Урданета, Абелардо Родригес
Абелардо Родригес Урданета (исп. Abelardo Rodríguez Urdaneta; Санто-Доминго, 1870—1933) — доминиканский скульптор, фотограф, художник и педагог. Он считается одним из основателей современной доминиканской скульптуры.

## Ранние годы
Урданета изучал живопись и скульптуру в мастерской Хуана Фернандеса Корредор-и-Круза, испанского художника, основателя академии в городе Санто-Доминго, действовавшей с 1883 по 1886 год. Позже он посещал мастерскую доминиканского художника Луиса Десанглеса (Сисито). Он также обучался фотографии в студиях Хули Поу и учился фотографическим и скульптурным техникам у испанского фотографа и скульптора Фрэнка Адровера Меркадаля. Он также получил наставления от Адриена Кордильи, который приехал в Санто-Доминго из Венесуэлы в 1884 году.

## Карьера
В 1898 году была опубликована его фотография Артура Б. Пеллерано Альфау, которая считается первой фотографией, опубликованной в доминиканском журнале. С 1901 года он работал в своей фотостудии и культурном центре в городе Санто-Доминго, куда приезжали политики и художники, в том числе Хосе Марти и Хостос.
В 1903 году он выполнил знаменитую скульптуру «Один из многих», изображавшей раненого солдата, оставленного на земле, в рваной одежде и с обнажённой грудью. Это одно из произведений, за которое он получил наибольшее признание в республике и в мире. В 2009 году эта скульптура была убрана из парка Галиция в связи с его реконструкцией. Согласно информации, полученной от местных властей, работа была отреставрирована, но будет перенесена в другое место.
В 1908 году при поддержке центрального правительства Урданета открыл академию рисования, живописи и скульптуры, которая помогала обучать многих молодых людей того времени. На его гравюрах воспроизведены руины, дворцы, ворота, колониальные фасады, знаменитости, банкиры, интеллектуалы и учителя.
Его творчество состояло из большого количества портретов, бюстов, статуй, монументов и рельефов, в которых он собрал важные моменты доминиканской истории, которые отражали жизнь губернаторов, знати, предпринимателей, общественных деятелей и семей того времени. Его школа работала до 1933 года, года его смерти.

## Политические взгляды
Он был активным противником первой американской оккупации. Его плакат «Invocación», на котором Доминиканская Республика представлена в виде женской фигуры с поднятыми руками и кистями, схваченными когтями орла, получил широкое распространение по всей стране.

## Избранные произведения
- El Extraviado
- Los Jugadores
- Juramento de Duarte
- Cupido
- Pedazo de costa
- Recuerdos del Sur,
- El Menphis,
- El Castini
- A la mar
- Paisaje del crepúsculo
- Barcas
- Abnegación
- La libertad de Cuba
- (El asesinato del Presidente Ramón Cáceres
- Horacio Vásquez
- Escudo Constitucional Dominicano
- La figura de Juan Pablo Duarte
- La Libertad
- La Independencia
- Invocación
- Cabeza de indio Siboney
- Los náufragos del tres de Septiembre
- El último Tributo